# هنر جنگ ۳: مجازات
هنر جنگ ۳: مجازات (انگلیسی: The Art of War III: Retribution) یک فیلم اکشن آمریکایی محصول سال ۲۰۰۹ به کارگردانی جری لایولی با بازی تریچ، وارن دروسا، سونگ-هی لی و لئو لی است. این سومین قسمت از مجموعه فیلم‌های هنر جنگ است. این فیلم دنباله‌ای بر «هنر جنگ ۲: خیانت» است، اگرچه اولین دنباله آن فیلم بود که تولید شد، ولی این فیلم با استقبال منفی منتقدان روبرو شد.

## داستان
وقتی دیپلماسی بین‌المللی کوتاه می‌شود، باید اقدامات شدید انجام شود. نماینده نیل شو (تریچ) در تازه‌ترین اقامت «هنر جنگ» مأموریت مخفیانه‌ای برای متوقف کردن تروریست‌های کره شمالی از دست یافتن به بمب هسته‌ای است. اما هنگامی که این معامله مرگبار می‌شود، شاو به تیراندازی کشیده می‌شود تا یک تسهیلگر زیبا (سونگ هی لی) را نجات دهد و به قتل برسد. در حال حاضر یک مرد تحت تعقیب با تنها شریک تازه‌کار و مربی مرموز طرف مقابل، شاو باید مهارت‌های رزمی و کد جنگجو خود را برای مبارزه با خیابان‌های متوسط کره و پیدا کردن تروریست‌ها قبل از انفجار بمب در نشست صلح سازمان ملل تکیه کند.

## تولید
این فیلم در واقع قبل از «هنر جنگ ۲: خیانت» تولید شده بود، اما پس از تماس وسلی اسنایپس با تهیه‌کنندگان دربارهٔ بازگشت به سریال متوقف شد. اگرچه در ابتدا توجه به انتشار آن به عنوان یک فیلم مستقل به نام «مداخله» داده شد، اما در نهایت به عنوان سومین فیلم هنر جنگ منتشر شد.

## بازخوردها
این فیلم با واکنش شدید انتقادی منفی مواجه شد. DVDtalk فیلم را «آشغال کامل» نامید، و قضاوت کرد که در کل بسیار ضعیف اجرا شده است، با انتقادات خاصی برای سکانس‌های اکشن و کارگردانی.